# Трифенилсурьма
Трифенилсурьма — элементоорганическое вещество, простейшее арилпроизводное сурьмы с формулой Sb(C6H5)3, бесцветные кристаллы, не растворяется в воде, устойчивы на воздухе.

## Получение
- Действие реактива Гриньяра на хлорид сурьмы(III):

{\displaystyle {\mathsf {2SbCl_{3}+6C_{6}H_{5}MgBr\ {\xrightarrow {}}\ 2Sb(C_{6}H_{5})_{3}+3MgCl_{2}+3MgBr_{2}}}}
- Взаимодействие хлорида сурьмы(III) с бромбензолом и натрием:

{\displaystyle {\mathsf {SbCl_{3}+3C_{6}H_{5}Br+6Na\ {\xrightarrow {}}\ Sb(C_{6}H_{5})_{3}+3NaCl+3NaBr}}}
- Разложение окиси фенилсурьмы:

{\displaystyle {\mathsf {3SbC_{6}H_{5}O\ {\xrightarrow {}}\ Sb(C_{6}H_{5})_{3}+Sb_{2}O_{3}}}}

## Физические свойства
Трифенилсурьма образует  бесцветные кристаллы
триклинной сингонии, пространственная группа P 1, параметры ячейки a = 1,166 нм, b = 1,368 нм, c = 1,081 нм, α = 104,0°, β = 108,3°, γ = 103,6°, Z = 4.

## Химические свойства
- Реагирует с кислотами:

{\displaystyle {\mathsf {Sb(C_{6}H_{5})_{3}+HCl\ {\xrightarrow {}}\ Sb(C_{6}H_{5})_{2}Cl+C_{6}H_{6}}}}
- Реагирует с галогенами:

{\displaystyle {\mathsf {Sb(C_{6}H_{5})_{3}+Cl_{2}\ \xrightarrow {} \ Sb(C_{6}H_{5})_{3}Cl_{2}}}}
- Окисляется азотной кислотой:

{\displaystyle {\mathsf {Sb(C_{6}H_{5})_{3}+2HNO_{3}\ {\xrightarrow {}}\ Sb(C_{6}H_{5})_{3}(NO_{3})_{2}+H_{2}}}}
- Взаимодействует с карбоновыми кислотами в присутствии пероксидов (реакция Додонова-Гущина):

{\displaystyle {\mathsf {Sb(C_{6}H_{5})_{3}+2RCOOH+R'OOH\ \xrightarrow {} \ Sb(C_{6}H_{5})_{3}(O_{2}CR)_{2}+R'OH+H_{2}O}}}